# Baltasar Colón
Baltasar Colón o Baltasar Colombo fue un caballero italiano del siglo XVI, perteneciente a la noble familia de Cuccaro y Conzano, establecida en el ducado de Monferrato (Piamonte) que vino a España alegando derechos a la sucesión de Colón, sosteniendo un litigio que llegó a revestir gran importancia.
En apoyo de sus pretensiones exhibía un árbol genealógico de su familia en el que aparecía un Domingo Colón, señor de Cuccaro, que suponía ser el padre del gran navegante, presentando testigos en apoyo de sus pretensiones que afirmaban saber de oídas que tanto Cristóbal Colón como sus hermanos habían nacido en el castillo de Cuccaro, del que escaparon siendo muy jóvenes. El Consejo de Indias desechó la demanda por basar su prueba en testigos que sólo sabían de oídas los hechos alegados y por demostrarse que el Domingo, que figuraba entre sus antepasados, había muerto en 1456, según confesión propia, mientras que el padre del almirante vivía aún en 1486.
Baltasar murió en España sin haber obtenido ni tan siquiera que se le otorgara alguna cantidad como alimentos en virtud de la manda que dejó Colón en favor de sus parientes pobres, lo que no ha impedido que sus descendientes aleguen todavía sus pretendidos derechos a la sucesión del descubridor de América.